# Ота Бенга
Ота Бенга (око 1883 – 20. март 1916) је био припадник народа Мбути (Пигмеји), познат по томе што је био изложен на изложби у Луизијани 1904. године у Сент Луису, у Мисурију, и у људском зоолошком врту. Бенгу је од афричких трговаца робљем купио истраживач Семјуел Филипс Вернер, бизнисмен који је тражио афричке људе за изложбу, и одвео га у САД. Док је био у зоолошком врту у Бронксу, Бенги је било дозвољено да шета теренима пре и након што је био изложен у "Кући мајмуна" у зоолошком врту. Осим кратке посете Африци, Вернеру након затварања сајма у Сент Луису, Бенга је до краја живота живео у Сједињеним Државама, углавном у Вирџинији.
Афроамеричке новине широм земље објављивали су вести који се оштро противе Бенгином третману. Роберт Стјуарт Макартур, портпарол делегације црначких цркава, затражио је од градоначелника Њујорка Џорџа Б. Мекејлена млађег да Бенга буде пуштен из зоолошког врта у Бронксу. Крајем 1906., градоначелник је пустио Бенгу под старатељство Џејмса М. Гордона, који је надзирао Хаурдово сиротиште за обојену сирочад у Бруклину.
Године 1910. Гордон је организовао бригу о Бенги у Линчбургу у Вирџинији, где је платио одећу и покрио му рад на наоштреним зубима. То је омогућило да Бенга буде више прихваћен у локалном друштву. Бенга је подучаван на енглеском и почео је да ради у фабрици дувана у Линчбургу.
Покушао је да се врати у Африку, али је избијање Првог светског рата 1914. зауставило сва путовања путника бродом. Бенга је пао у депресију и извршио самоубиство 1916.

## Изложбе
Група је одведена у Сент Луис, Мисури, крајем јуна 1904. без Вернера, пошто је био болестан од маларије. Изложба куповине у Луизијани је већ почела, а Африканци су одмах постали центар пажње. Бенга је био посебно популаран, а у штампи су његово име различито преносили као Артиба, Аутобанк, Ота Банг и Ота Бенга. Имао је љубазну личност, а посетиоци су једва чекали да виде његове зубе који су у раној младости били наоштрени као ритуални украс. Африканци су почели да наплаћују фотографије и перформансе. Један новински извештај промовисао је Бенгу као „јединог правог афричког канибала у Америци“ и тврдио да су „[његови зуби] вредни пет центи које наплаћује за показивање посетиоцима“.
Када је Вернер стигао месец дана касније, схватио је да су пигмеји више затвореници него извођачи. Њихове покушаје да се недељом мирно окупе у шуми осујетила је фасцинација гомиле. Мекгијеви покушаји да представи "озбиљну" научну изложбу такође су поништени. 28. јула 1904. године, Африканци су се сложили са унапред створеном идејом гомиле да су "дивљаци", што је довело до тога да је Први пук Илиноиса позван да контролише руљу. Бенга и други Африканци су на крају наступили на ратоборни начин, имитирајући Индијанце које су видели на изложби.

### Зоолошки врт у Бронксу
На предлог Бумпуса, Вернер је одвео Бенгу у зоолошки врт у Бронксу 1906. године. Вилијам Хорнадај, директор зоолошког врта, прво је ангажовао Бенгу да помогне у одржавању животињских станишта. Међутим, Хорнадај је видео да су људи више пажње посветили Бенги него животињама у зоолошком врту, па је на крају направио изложбу у којој ће бити представљен Бенга. У зоолошком врту, Бенги је било дозвољено да лута по земљишту, али нема записа да је икада био плаћен за свој рад. Заволео је орангутана по имену Дохонг, "председавајућег генија Куће мајмуна", који је научен да изводи трикове и имитира људско понашање.
Догађаји који су довели до његове „изложбе“ поред Дохонга били су постепени: Бенга је неко време провео на изложби Куће мајмуна, а зоолошки врт га је охрабрио да окачи своју висећу мрежу и да пуца луком и стрелом у мету. Првог дана изложбе, 8. септембра 1906. године, посетиоци су пронашли Бенгу у Кући мајмуна.

## Каснији живот
Гордон је сместио Бенгу у Ховард Колоред Орпи Асајлум, сиротиште под покровитељством цркве у Бруклину које је Гордон надгледао. Како се непожељна пажња новинара настављала, у јануару 1910. Гордон је организовао Бенгино пресељење у Линчбург у Вирџинији, где је живео са породицом МекКреј.
Како би лакше могао бити део локалног друштва, Гордон је средио да Бенгини зуби буду зачепљени и купио му одећу у америчком стилу. Добио је подучавање од Линчбуршке песникиње Ен Спенсер како би побољшао свој енглески језик и почео је да похађа основну школу у Баптистичком богословији у Линчбургу.
Када је осетио да му се енглески језик довољно побољшао, Бенга је прекинуо формално образовање. Почео је да ради у фабрици дувана Линчбург, и почео је да планира повратак у Африку.

## Смрт
Године 1914, када је избио Први светски рат, повратак у Конго постао је немогућ јер је промет путничких бродова престао. Бенга је постао депресиван јер су му наде за повратак у домовину избледеле. Дана 20. марта 1916. године, са 32 или 33 године, запалио је свечану ватру, одсекао капе на зубима и позајмљеним пиштољем пуцао у срце.
Сахрањен је у неозначеном гробу у црном делу Старог градског гробља, у близини његовог добротвора, Грегорија Хејса. У једном тренутку посмртни остаци оба мушкарца су нестали. Локална усмена историја указује на то да су Хејс и Бенга на крају премештени са Старог гробља на гробље Вајт Рок Хил, гробље које је касније пропало. Бенга је 2017. добио историјски знак у Линчбургу.